# Esther Morales Fernández
Esther Morales Fernández (Barcelona, 9 de agosto de 1985) es una deportista española que compitió en natación adaptada. Ganó tres medallas de bronce en los Juegos Paralímpicos de Verano en los años 2004 y 2008.

## Palmarés internacional
| Juegos Paralímpicos | Juegos Paralímpicos | Juegos Paralímpicos | Juegos Paralímpicos |
| Año                 | Lugar               | Medalla             | Prueba              |
| ------------------- | ------------------- | ------------------- | ------------------- |
| 2004                | Atenas (Grecia)     | Medalla de bronce   | 50 m libre S10      |
| 2004                | Atenas (Grecia)     | Medalla de bronce   | 100 m espalda S10   |
| 2008                | Pekín (China)       | Medalla de bronce   | 100 m espalda S10   |